# Triójgorni
Triójgorni (en ruso: Трёхгорный) es una ciudad cerrada del óblast de Cheliábinsk, en Rusia. Está situada en la vertiente occidental de los Urales, sobre el río Yuriuzán —afluente del río Ufá, que lo es del Kama y este del Volga—, a 200 km de Cheliábinsk. Triójgorni significa tres montañas. Tenía 34 451 habitantes en 2009.

## Historia
Triójgorni fue fundada en 1952 bajo el nombre en clave de Zlatoust-36. Esta ciudad está cerrada porque es un lugar de fabricación de componentes para los reactores nucleares.

## Demografía
| 1996   | 2000   | 2001   | 2002   | 2003   | 2005   | 2008   |
| ------ | ------ | ------ | ------ | ------ | ------ | ------ |
| 30 800 | 30 800 | 31 000 | 34 290 | 34 300 | 34 500 | 34 600 |

## Economía
Además de la planta de fabricación componentes para los reactores nucleares, desde la apertura parcial en la década de 1990 de la ciudad, se instaló un centro de esquí alpino en la montaña Zavialija, de 858 m de alto.